# 방비 진씨
방비 진씨(芳妃 陳氏, 1750년 음력 9월 24일 ~ 1801년 음력 8월 13일)는 양주 인민 진정륜 (일설에선 진연륜)의 딸이자 건륭제의 비이다. 처음에는 한족 민인 출신으로, 후에는 양황기 포의 제1참령 제2관령하인으로 기적에 올랐다. 진가씨라고도 한다.

## 생애
건륭 15년 (1750년) 음력 9월 24일에 태어났다. 건륭 31년 11월 16일, 입궁하고 명상재로 봉해졌다. 건륭 40년 3월 22일, 명상재가 명귀인으로 진봉되었다. 건륭 41년 2월 24일, 궁 밖으로 외출하였고, 황태후가 해자에 등위하여 천자를 일으켜, 동행한 후비는 명상재가 있었고, 4월 28일에 명귀인으로 정식 책봉례를 치렀다.
건륭 41년 여름, 건륭제를 따라 열하를 순행하던 순비가 몸이 좋지 않자, 건륭제는 명귀인에게 순비를 모시고 피서산장에서 요양하도록 하였다. 10월 2일, 순비와 명귀인이 마차를 타고 귀경길에 올랐다. 순비가 탄 차는 「展放寬長」과 「安人護視」이었다. 궁으로 돌아온 후, 순비와 명귀인은 저수궁으로 거처를 옮겼다. 그해 10월 13일, 명귀인은 부하인 왕성에게 오빠를 찾아오라고 명했다. 명귀인은 왕성에게 건륭제에게 이 일을 보고하게 하고, 집에 사람을 보내 오빠를 볼 수 있도록 청했으나, 건륭제가 이를 엄하게 거절하였다.
건륭 44년 2월 1일, 태감에게 상녕전지를 내리면서 "양심전 순비의 거처는 돈빈에게 주고, 돈빈의 거처는 순비에게 주었다. 명상재는 순비의 차간에서 산다. 원명원 용비의 숙소는 돈빈에게, 돈빈의 숙소는 용비에게 주었다. 순비가 명상재를 데리고 항상 영수궁에 머물렀다." 라고 했다.
건륭 45년 9월 24일, 명귀인 진씨는 이미 귀인이 되어있었다.
건륭 59년 10월, 명귀인을 빈으로 진봉하는데 봉호를 "무(茂)·익(翼)·방(芳)" 세 글자 중, 방자를 선택해 방빈이 되었다. 10월 22일 내각에서 지시를 받고, 귀인 진씨가 방빈으로 진봉되었다. 11월 20일부터 방빈은 영화궁에서 살았고, 12월 29일 정식으로 책봉례를 했다.
가경 3년 4월 15일, 태상황 건륭제가 그녀를 방비로 진봉하고, 10월에 진봉례를 하였다.
가경 6년 8월 13일, 방비가 세상을 떠났고, 그 해 11월 27일 유릉비원침에 묻혔다.

## 가족
방비 가문은 건륭 43년에야 기인으로 입기하였고, 양회염정과 회완관에서 관리 감독하였다.
- 모 : 건륭 43년 윤6월 28일, 왕의 성지를 받아 "명귀인의 어머니가 사망하였으니 명귀인에게 은2백냥을 하사하고,"라는 것으로 보아 건륭 43년에 어머니가 돌아가셨음을 알 수 있다.
- 오빠 : 진호, 양관차에서 손님을 대신해서 신고세 과목을 하고 있는데, 한살에 일손이면 백여 금을 받을 수 있어 부분 안정되어있다. 건륭제는 "이 사람을 반드시 보복이 되어 염정을 관리하려 할때, 천이는 관관사를 선양하고 있었다"고 말했다.
- 오빠 : 진제, 피갑인. 건륭 43년, 진제가 상경하여 심부름을 청하자, 건륭제는 그가 분수에 맞지 않는다고 생각하여 귀화시키면 생색을 낼 수 밖에 없어 내무부 대신에게 사정을 참작하여 심부름꾼에게 상을 주게 하고, 바깥에서 생사를 일으키지 못하게 하였으며, 그의 가족이 양주 이악모에 있는 것을 고려하여 그의 가족들을 함께 상경에 머물게 하였다.
- 새언니 : 허씨. 건륭 43년 8월 중순, 진제와 상경해서 거주한 후, 이링아 고용선이 허씨를 상경시켜, 내무부 총책임자인 복륭안에게 넘겨주어 처리하게 하였다.
- 조카 : 진문백. 유정

## 책문
건륭제가 명귀인을 방빈으로 봉하는 책문 :
冊文曰、朕惟敎德容以率屬。表質椒庭。展功緖而分司。延休柘館。綸言錫慶。翟採增輝。諮爾貴人陳氏、早備內官。夙襄中壺。俯丹墀之雅度。淑愼其身。昭紫室之光儀。柔嘉維則。玆晉封爾爲芳嬪。錫之冊命。爾其徽章用荷。計良月以承恩。懿範彌敦。瞻樞星而服職。欽哉。

건륭제가 방빈을 방비로 봉하는 책문 :
冊文曰、朕惟內官選德。先綏履福之常。中壺服勤。尤念承恩之久。功既襄於褕釆。寵宜被以綸音。諮爾芳嬪陳氏、秉質柔嘉。持躬溫淑。早傳婉娩。椒庭之禮敎維嫻。計厥歲年。蘭殿之職司無斁。玆晉封爾為芳妃。錫之冊印。爾其式膺茂典。副優渥之殊榮。彌表懿徽。昭敬恭於勿替。欽哉。

## 같이 보기
- 입팔분공